# Prosenoides trilineata
Prosenoides trilineata là một loài ruồi trong họ Tachinidae.